# Тритон гребінчастий
Тритон гребінчастий або гребенястий (Triturus cristatus) — вид земноводних з родини Саламандрові (Salamandridae). Один з 6 видів роду, один з 3 видів у фауні України. Поширений в Європі та частково Азії. Занесений до Бернської конвенції та ряду інших природоохоронних документів.
Інші назви: тритон гребенястий, іриця велика.

## Опис

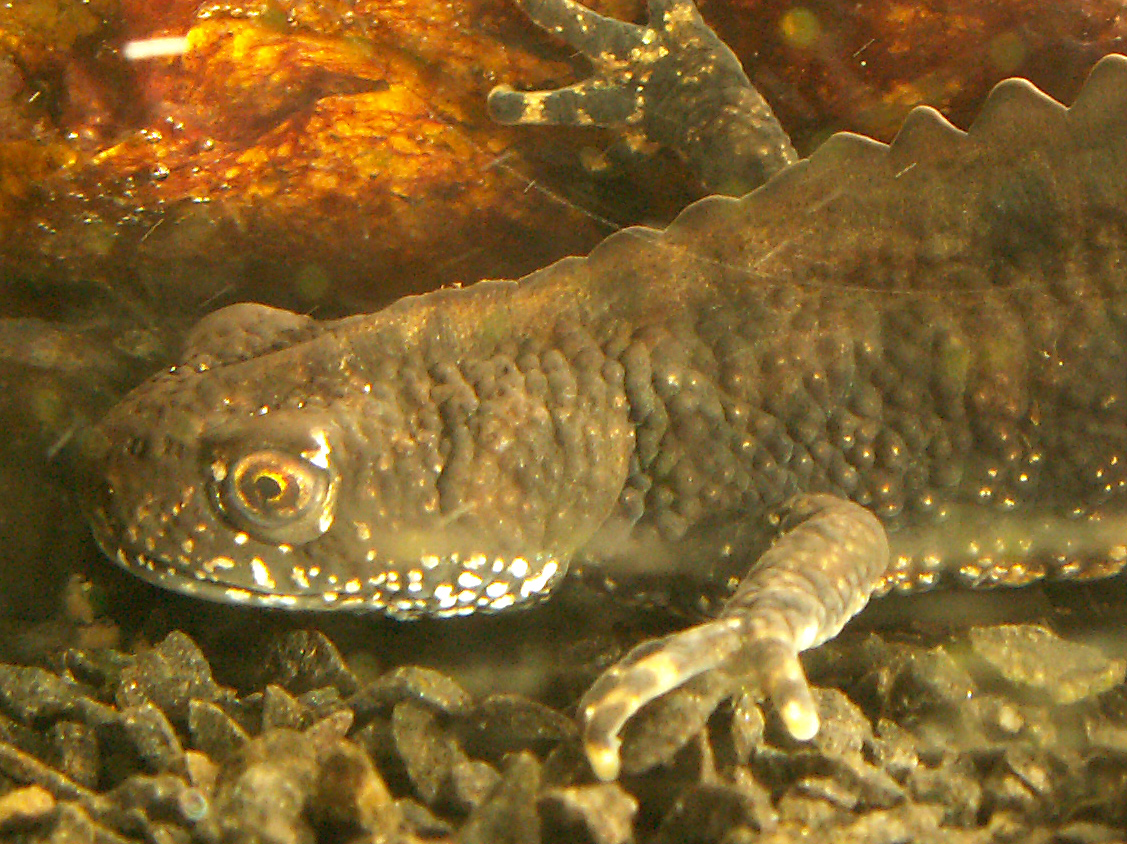
Самець гребінчастого тритона

Свою назву даний вид тритонів отримав завдяки високому гребеню уздовж спини і хвоста, який з'являється у самців в шлюбний період. Висота гребеня може досягати 1,5 см, в районі основи хвоста гребінь має яскраво виражений перешийок. Частина гребеня, що проходить від основи голови до початку хвоста, має яскраво виражені зубці, хвостова частина гребеня, що залишилася, рівніша. Поза шлюбним сезоном гребінь у самців малопомітний.
Самці гребінчастого тритона досягають 18 см в довжину, розміри самок трохи менше — від 11 до 20 см максимум.
Зверху і з боків гребінчасті тритони забарвлені в темнокоричневий колір і покриті темними плямами, чому здаються практично чорними. У нижній частині боки тритона покриті дрібними білими крапками, помітнішими у самців в період розмноження. Самки забарвлені скромно, їх забарвлення світліше, гребінь відсутній. На спинці у самки помітна жовта подовжня лінія. Черевце гребінчастого тритона жовте або оранжеве, покрите крупними чорними плямами, візерунок індивідуальний для кожного тритона. Уздовж хвоста проходить сріблясто-сіра смуга. Шкіра груба, шорстка, на черевці гладка.
Відрізнити самця від самки можна за наявністю зубчатого гребеня під час шлюбного сезону. Тривалість життя гребінчастого тритона може досягати 27 років, хоча зазвичай близько 10 років.
Гребінчасті тритони здатні видавати тихі звуки — скрип, писк і глухий свист.

### Генетична мінливість
Диплоїдний набір складається з 24 двоплечих хромосом, 2n = 24, NF = 48, тритонам цього виду притаманна чоловіча гетерогаметна стать (XX/XY). Розвиток личинок (починаючи від стадії неборознованих клітин та початку живлення перед метаморфозом) при температурах 18-24 °C давав співвідношення статей 1 : 1. Вищі температури утримування личинок приводили до кількісної переваги самців, нижчі — до істотного переважання самиць.
Зареєстровано випадок спонтанної триплоїдії. Так, у 1993 р. на Закарпатті була відловлена самиця, яка відклала незабаром у лабораторії 8 яєць, з яких урешті-решт пройшла метаморфоз одна личинка (самець). Було встановлено, що кількість ядерної ДНК цього самця становила 7,80 од. (за стандарт для порівняння використовували еритроцити трав'яної жаби), хоча аналогічний показник батьківської особини був 5,24 од. (в середньому для тритонів цього виду із Закарпаття — 5,26). Таким чином, цей самець був природним аутотриплоїдом, який характеризувався стерильністю, про що свідчила відсутність у сім'яниках сперматозоїдів.
Середній розмір генома гребінчастого тритона у різних вибірках змінюється від 0,104 до 1,114 (у відносних одиницях, стандарт Pleurodeles waltl), він дещо менше, ніж в T. dobrogicus. Слід також відзначити наявні відомості про тенденції в гребінчастих тритонів до зменшення розміру генома із збільшенням висоти місцевості на Закарпатті.
Порівняння гетерозиготності в гребінчастих тритонів з різних областей України показало невеликі відмінності і, загалом, її незначний рівень у 0,03-0,032 (Київська обл. та Карпати відповідно). Генетична відстань між гребінчастим тритоном з Київської області та дунайським тритоном з Карпат становить 0,12, а з дельти Дунаю — 0,07. Порівняння T. cristatus з Карпат з цими ж вибірками (T. dobrogicus з Карпат та дельти Дунаю) дало величини 0,13 і 0,06 відповідно.
Особливу цікавість викликає вивчення мінливості гребінчастих тритонів у часовому та просторовому аспектах. Так, при порівнянні генетичних відмін між батьками та їхнім потомством воно виявилося незначним і коливалося у двох вибірках від 0,0005 до 0,0006. Разом з тим генетична дистанція між тритонами, що живуть у ставках, віддалених один від іншого на відстань 10,5 км, у той самий рік склала 0,0455.
Дослідження мітохондріальної ДНК гребінчастого тритона у південних районах його поширення у Західній Європі показало її слабку мінливість, що пов'язують з численними явищами засновника (термін популяційної генетики) та післяльодовиковими повторними заселеннями цього регіону.

### Визначення в природі
Відрізнити гребінчастого тритона від звичайного можна за відсутністю чорної подовжньої смуги, що проходить через око, і за переривистим в основі хвоста спинним гребенем, на відміну від звичайного тритона, який має цілісний гребінь.

## Поширення
Ареал гребінчастого тритона охоплює Велику Британію, північ Франції і Швейцарії, Німеччину, Польщу, Білорусь, переважну частину території України, північно-західні області Росії до Уралу, південна межа проходить уподовж Альп, через Румунію і Молдову вздовж узбережжя Чорного моря. З півночі ареал обмежений південною частиною Швеції і Фінляндії.
Поширення гребінчастого тритона в Україні пов'язане з лісовими та лісостеповими ділянками. Він живе також у передгір'ях Закарпаття, Карпатах (тут він відомий на висотах до 1450 м, хоча у Західній Європі цього тритона знаходили й вище — до 3000 м), далі на схід — у північному, центрально-західному та центрально-східному регіонах України, на південь доходить до Одеської (Біляєвський р-н, гирло р. Дністер), Миколаївської областей (відмічений у долині р. Чичиклія басейну Південного Бугу, приблизно 47° пн.ш.), знайдений в околицях Олександрії Кіровоградської області, далі межа йде Харківською та Луганською областями. Більш ранні вказівки про його пробування у Голопристанському районі Херсонської області, як, втім, і відомості про знахідки в околицях Херсона, потребують уточнення, оскільки тут також водиться дунайський тритон T. dobrogicus. Гребінчастий тритон поширений на більшій частині території України (підвиди не виділяють). Населяє ліси, парки, сади, городи, долини річок. 
Рештки гребінчастих тритонів пліоценового віку відомі з Польщі, а також з Воронезької та Білгородської областей Росії.

## Чисельність
Обліки, проведені у квітні-травні у водоймах Закарпаття, показали, що чисельність цих тварин звичайно становить 2—20 особин на 100 м берегової лінії. Результати абсолютного площинного обліку у цьому ж регіоні становили 0,2 ос./м². 
Весняні обліки чисельності, які проводились у Нерусо-Деснянському Поліссі, показали, що чисельність виду зазвичай не перевищує 3—5 особин на 100 м берегової лінії придатних для розмноження лісових водойм, а в окремих випадках — до 12 ос./100 м. Чисельність личинок у невеликих стоячих та слабопроточних водоймах тут складає звичайно до 1 ос./м² (місцями до 3 ос./м²)..
Вивчення чисельності популяції з використанням методу ловчих канавок у північно-західній Німеччини дозволило оцінити її в 640—800 особин.

## Особливості біології

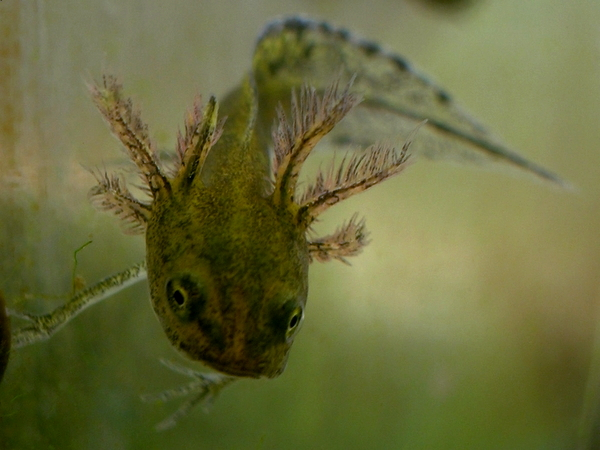
Личинка гребінчастого тритона

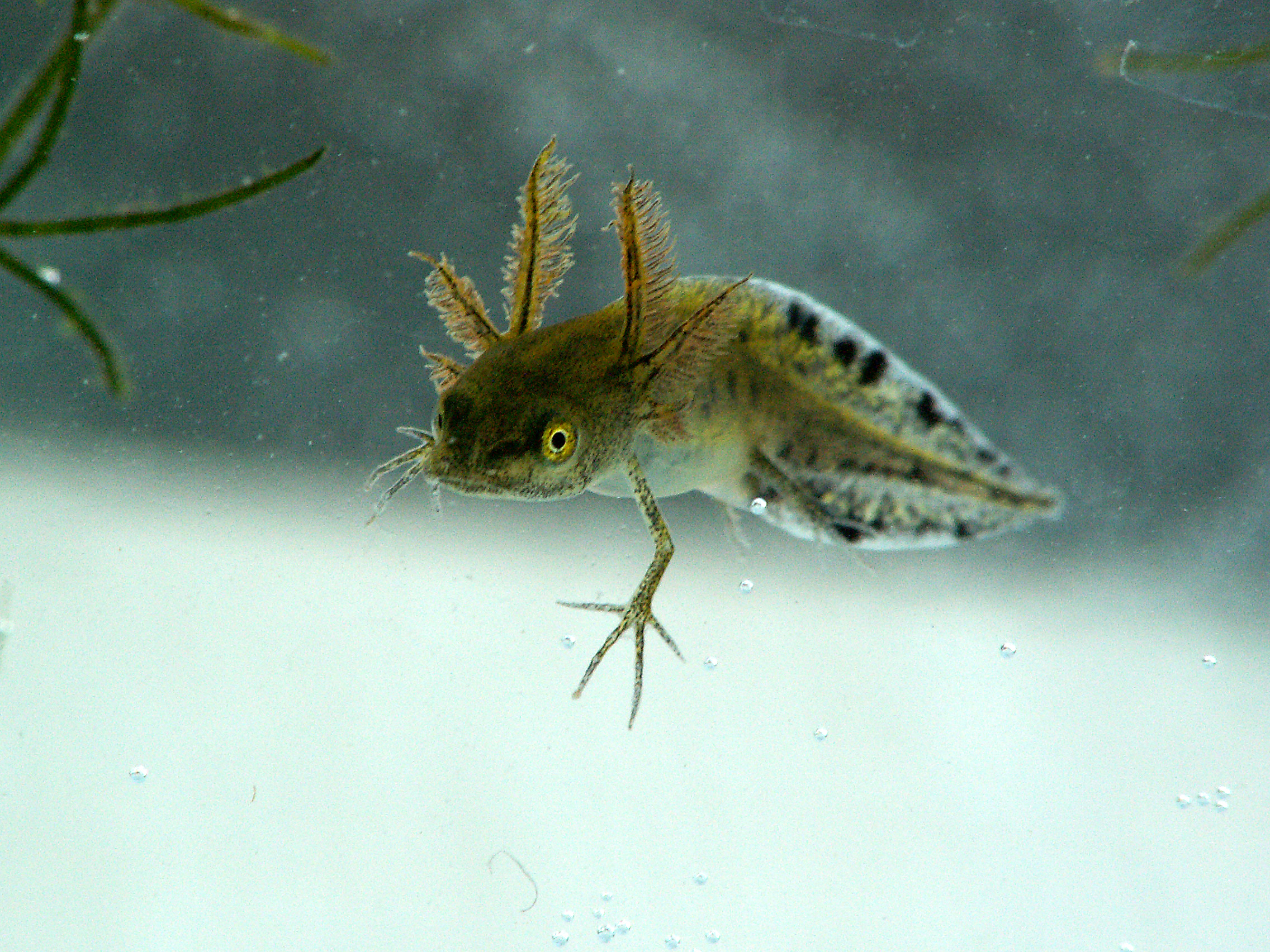
Гребінчастий тритон, стадія личинки

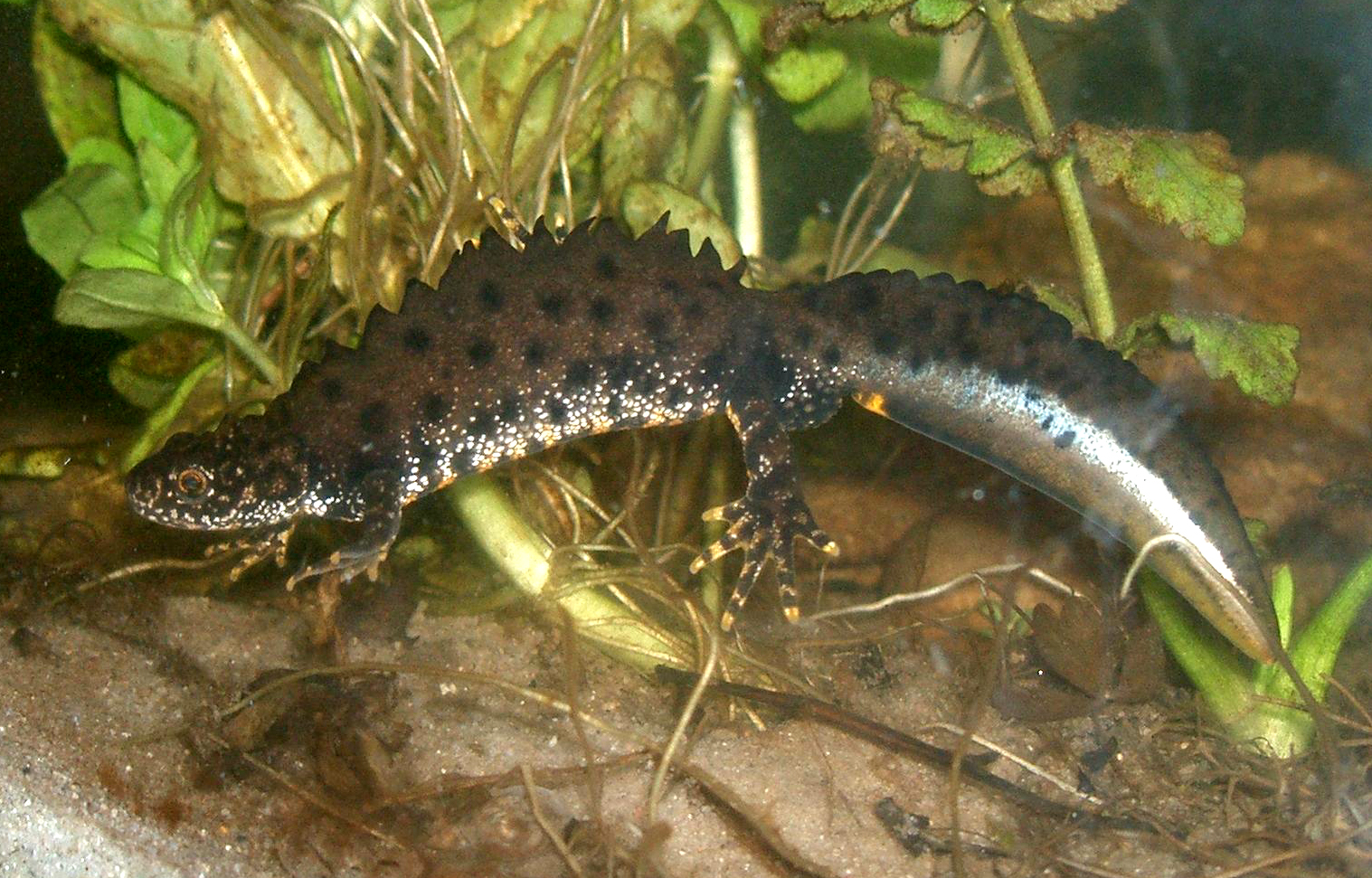
Самець у шлюбному вбранні

Гребінчасті тритони зазвичай розмножуються в ставках та невеликих водоймах. Шлюбний сезон проходить подібно до інших тритонів. Після виконання ритуалу залицяння, самець відкладає сперматофор (невеликий пакет сперми) зі своєї клоаки в клоаку самки. Потім він пересувається убік від неї та натискує з метою потраплення сперматофору до статевих органів. Самка відкладає два-три яйця щоденно від березня до червня, поки не відкладе від 200 до 300 яєць. Яйця відкладаються на підводних частинах водних рослин, кожне акуратно загортується листком. Личинки («головастики») народжуються через 3 тижні та мешкають у тому ж ставку як водні хижаки, харчуючись дрібними ракоподібними. Вони, проте, уразливі до хижих риб, тому ставки, що містять таких риб, зазвичай не використовуються для розмноження (через це розмноження рідко відбувається у річках або великих озерах). Після метаморфозу, під час якого личинки отримують легені, у віці біля чотирьох місяців, вони залишають водойму та починають жити на суші до віку у два або три роки, коли вони отримують можливість розмножуватися. Зазвичай вони розмножуються в межах 800 м від водойми, де вони народилися.
Молоді тритони та дорослі поза межами шлюбного періоду мешкають в середовищах із землею, щільно вкритою кущами, жорсткою травою або лісом, зазвичай неподалек від ставка, де вони народилися. Вони полюють уночі на невеликих безхребетних, зокрема комах, червів, слимаків, равликів. Решту часу проводять під камінням, колодами або в інших укриттях. Узимку вони впадають у сплячку у цих укриттях або у мулі на дні водойми.
Вибір місць перебування гребінчастими тритонами залежить від сезону. Так, майже відразу після весняного пробудження тварини тримаються у водоймах до середини літа, хоча в деяких місцях можлива затримка окремих особин у водоймах до жовтня. Перевагу тритони віддають водоймам у лісовій та лісостеповій зонах зі слабопроточною або з стоячою водою.
Поява тварин після зимової сплячки пов'язана с погодними умовами року й зазвичай відбувається з підвищенням температури повітря в березні (рідко в кінці лютого) — квітні до 4-6°С. Розмноження починається дещо пізніше після виходу з зимівлі й звичайно пов'язане з встановленням температур до 5-10°С.
Дослідження деяких хімічних показників складу води місць розмноження гребінчастих тритонів показали, що для них характерні показники pH 7,4-9,8, твердість (мекв./л) 1,2-6,5, лужність (мекв./л) 0,4-4,93. Згодом, після завершення сезону розмноження, тритонів вже можна зустріти у багатьох зволожених місцях, де вони ховаються під гнилими корчами, купами каміння тощо.
Першими у водойми переміщуються самці, а приблизно за півтора місяця туди приходить основна частина популяції самиць, що беруть участь в розмноженні (спостереження проводилося в Німеччині). Через 3-10 днів після прибуття до водойм у тварин з'являється шлюбне вбрання. Відкладанню ікри передують шлюбні ігри, при яких самець, наближаючись до самиці, виконує своєрідні згинання тіла й хвоста, інколи торкаючись самиці. Після відкладання сперматофора самиця захоплює його краями клоаки.
Кожне яйце (або декілька яєць) самиця загортає у листя водної рослинності. Розмір кладки може досягати 600 яєць, звичайно ж 200—300. При дослідженні переваги у виборі тих чи інших видів рослин для відкладання ікри у Західній Європі, виявилося, що з декількох видів (Nasturtium officinalae, Glyceria fluitans, Callitriche sp., Potamogeton crispus, Ranunculus sp.) у 94—95 % випадків гребінчасті тритони віддають перевагу Nasturtium officinalae. В умовах експерименту гребінчасті тритони частіше відкладали ікру на предмети середньої товщини (близько 50 мкм), що мали лінійну форму.
Вилуплення личинок може відбуватися через 5 днів (при кімнатній температурі в лабораторних умовах), звичайно — через 12-20 днів (в природних місцях пробування). Личинкова стадія триває близько 90 днів (від 76 до 100), хоча на Закарпатті можливі й коротші строки — приблизно 60 днів. Метаморфоз відбувається при середніх розмірах личинки 42 мм, а статевозрілість настає на другому (третьому?) році життя при довжині тіла близько 69 мм. Таким чином, збільшення розмірів тіла відбувається на 64 %.
Линяють тритони під час перебування у водоймах кожні 3—9 днів, рідше після парування.
У субальпійській зоні Українських Карпат гребінчасті тритони не завжди встигають пройти метаморфоз і зимують на личинковій стадії. У дещо західніших регіонах Європи (високогірські райони) також відзначені випадки зимівлі личинок. Є відомості, що ювенільна стадія в цих тритонів може тривати від 2 до 5 років.
Зимівлю (її початок припадає на жовтень — початок листопада) тритони проводять у порожнинах ґрунту, трухлявих деревах, льохах тощо, де одночасно можуть перебувати кілька десятків особин. Відомий випадок зимівлі гребінчастих тритонів у незамерзлій торф'яній ямі з проточною водою разом з іншими земноводними, зокрема, з гостромордою жабою.
Лабораторними експериментами було встановлено, що в пошуках здобичі тритони можуть використовувати як чисто хімічні подразники (в експерименті використовували водні витяжки з живильних об'єктів у концентрації 10-1-10-10), так і чисто зорові стимули. На перших етапах личинкової стадії тритони живляться найчастіше дрібними рачками (напр. Daphnia).
Згодом у складі живлення можуть траплятися личинки звичайного та карпатського тритонів. Дорослі тварини під час перебування у водоймах живляться молюсками, ракоподібними, комахами, личинками інших амфібій, після переходу до наземного етапу — личинками (понад 30 % усього складу їжі) та дорослими комахами, слимаками, дощовими червами.

## Вороги
Гребінчасті тритони часто входять до раціону живлення хребетних тварин, тією або іншою мірою пов'язаних з водними біотопами. Серед таких можна зазначити звичайну ропуху, болотяну черепаху, обидва види вужів (звичайний та водяний), крижня, декілька видів чапель, хижі риби (щука, сом, ротань-головешка), озерні жаби, ссавці (водяні землерийки, норка, горностай, видра).

## Структура і динаміка популяції
Дані про співвідношення статей у різних дослідженнях відрізняються, що, імовірно, пов'язано з особливостями поведінки (активності) самців та самиць у сезон розмноження. Так, на Закарпатті, у вибірці з 130 екземплярів 34 % було представлено самцями і 66 % самицями. В іншому регіоні Карпат (Західні Бескиди) співвідношення статей (абсолютні показники) було 47 і 68 відповідно, хоча в інших популяціях переважали самці.
Останні дослідження популяцій цих тварин у Західній Європі за допомогою методу мічення та повторного відлову показали, що зміни їхньої чисельності, як і в саламандр, залежать від двох компонент: виживаності дорослих та поповнення молодими особинами з нових генерацій. Результати роботи дозволили стверджувати, що загальна чисельність вивченої популяції скорочувалася у зв'язку з недостатнім поповненням молодими тваринами при відносній стабільності виживаності дорослих.
В іншій роботі були одержані такі результати: з 69 самців і 101 самиць гребінчастого тритона, помічених у ставку в Німеччині у 2001 р., наступного року відловили лише 17 самців та 18 самиць, а ще за рік — 3 самці та 1 самицю. Це свідчить про те, що більша частина популяції бере участь у розмноженні лише декілька разів, і лише нечисленні тварини — протягом тривалого часу. Таким чином, смертність молодших тварин є вищою від дорослих.
Спеціальні моніторингові спостереження гребінчастого тритона в Україні не проводились, у зв'язку з чим даних про сучасний стан популяцій бракує. Разом з тим, судячи з деяких спостережень у Карпатах, одним з найістотніших чинників, що впливають на зниження чисельності цих тварин, є чинник антропогенний.
При цьому відзначається негативний вплив вирубки лісів, створення гідроспоруд, застосування отрутохімікатів, забруднення водоймищ промисловими та побутовими стоками, відлов у природі. Дослідження, проведені в Англії, свідчать про те, що одним з негативних чинників, що впливають на поширення гребінчастого тритона, є також наявність у водоймах риб. Це, імовірно, можна віднести й до українських популяцій даного виду.
Дані розрахунку життєздатності популяцій свідчать про те, що одним з найважливіших показників є відношення ефективної чисельності дорослих особин, що розмножуються Nb та ефективного розміру популяцій Ne до загальної чисельності популяції N, тобто Nb/N і Ne/N, які змінюються відповідно від 0,10 до 0,19 та від 0,09 до 0,16. Згідно з емпіричними розрахунками для стабільного існування показник Ne/N має бути близько 0,1.
Не виключено, що у деяких регіонах гребінчасті тритони характеризуються наявністю доволі стійких популяційних механізмів, що визначають їхню стабільну чисельність. У всякому разі, порівняння чисельності T. cristatus у Східній Франції в одному й тому ж ставку майже з 10-річною перервою (1989 та 1998 рр.) показало, що їхня кількість тут практично не змінилась: 76,5 ± 25,6 та 72,5 ± 18,8 відповідно.

## Охорона
Вид занесений до Червоної книги України (2021), а також Додатку ІІ Бернської конвенції (охоронна категорія: підлягає особливій охороні) і Резолюція 6 (види, що потребують спеціальних заходів збереження їхніх оселищ) цієї ж конвенції. На регіональному рівні в Україні занесений до Червоних списків тварин м.Київ, Миколаївської, Полтавської і Харківської областей.
Гребінчастий тритон дуже чутливий до якості води у водоймищах.
Починаючи з 1940-х років в Європі популяція гребінчастих тритонів зменшувалася через знищення їх місць мешкання.

## Систематика
У даний час у гребінчастого тритона не виділяють підвидів. Деякі види, які в наш час[коли?] класифікуються як самостійні, — сіроплямистий тритон (Triturus carnifex), дунайський тритон (Triturus dobrogicus) і тритон Кареліна (Triturus karelinii), раніше вважалися підвидами гребінчастого тритона.
Статистичний аналіз мінливості зовнішньо-морфологічних ознак гребінчастого, дунайського тритонів та тритона Кареліна дозволив твердити, що Triturus cristatus посідає проміжне положення між двома останніми видами. За даними дослідження мітохондріальної ДНК гребінчастий тритон утворює спільне відгалуження з сірим тритоном (T. carnifex), а тритон Кареліна — з дунайським. Мармуровий тритон (T. marmoratus) формує окреме відгалуження. З іншого боку, розрахунок генетичної дистанції Нея показав, що гребінчастий тритон утворює спільну групу з сірим та дунайським тритонами (останні стоять один до одного ближче, ніж до T. cristatus), а тритон Кареліна формує окреме від усіх трьох видів відгалуження. З усіх названих видів і в цьому випадку найбільше вирізняється мармуровий тритон. Ще в одному генетичному дослідженні, але вже з долученням інших видів (крім T. cristatus також і T. karelinii, T. dobrogicus, Mesotriton alpestris, Lissotriton montandoni, Lissotriton v. vulgaris, Lissotriton v. ampelensis) встановлено, що найбільшу близькість гребінчастий тритон виявляє з дунайським тритоном, а разом з тритоном Кареліна усі вони утворюють єдине відгалуження.